# Stafford (Familienname)
Stafford ist ein englischer Familienname.

## Herkunft und Bedeutung
Stafford ist ein Herkunftsname und bezieht sich auf die Bewohner der Stadt Stafford.

## Namensträger
- Andy Stafford (* 1960), englischer Fußballspieler
- Anna Stafford (1905–2004), US-amerikanische Mathematikerin und Hochschullehrerin
- Barbara Maria Stafford (* 1941), US-amerikanische Kunsthistorikerin
- Ben Stafford (* 1978), US-amerikanischer Eishockeyspieler
- Bill Stafford (1939–2001), US-amerikanischer Baseballspieler
- Cameron Stafford (* 1992), kaimanischer Squashspieler
- Charles Stafford († 2007), US-amerikanischer Journalist
- Clive Stafford (* 1963), englischer Fußballspieler
- Dorothy Stafford (1526–1604), englische Adlige
- Drew Stafford (* 1985), US-amerikanischer Eishockeyspieler
- Ed Stafford (* 1975), britischer Abenteurer
- Edmund Stafford, 5. Earl of Stafford (1378–1403), englischer Adliger
- Edward Stafford, 3. Duke of Buckingham (1478–1521), englischer Adliger
- Edward Stafford (Politiker) (1819–1901), neuseeländischer Politiker
- Ellis Stafford (1929–2007), englischer Fußballspieler
- Emira Stafford (* 1997), US-amerikanische Tennisspielerin
- Frederick Stafford (1928–1979), österreichischer Schauspieler
- Gabriela DeBues-Stafford (* 1995), kanadische Leichtathletin
- Garrett Stafford (* 1980), US-amerikanischer Eishockeyspieler
- George Stafford (Musiker) (1898–1936), US-amerikanischer Jazzmusiker
- George Stafford (Chemiker) (* 1950), US-amerikanischer Chemiker
- George M. Stafford (1915–1995), US-amerikanischer Vorsitzender der Interstate Commerce Commission
- Grant Stafford (* 1971), südafrikanischer Tennisspieler
- Greg Stafford (1948–2018), amerikanischer Spieleautor und Herausgeber
- Gregg Stafford (* 1947), US-amerikanischer Jazzmusiker
- Harry Stafford (Fußballspieler, 1869) (1869–1940), englischer Fußballspieler
- Harry Stafford (Fußballspieler, 1899) (Harold Stafford; 1899–1947), englischer Fußballspieler
- Harry Stafford (Fußballspieler, 1907) (Henry Elijah Stafford; 1907–1989), englischer Fußballspieler
- Harry Stafford (Rennfahrer) (* 1993), britischer Motorradrennfahrer
- Henry Stafford, 2. Duke of Buckingham (1455–1483), englischer Adliger
- Humphrey Stafford, 1. Duke of Buckingham (1402–1460), englischer Peer
- Humphrey Stafford, Earl of Stafford (um 1424–1459), englischer Adliger
- Humphrey Stafford, 1. Earl of Devon (um 1439–1469), englischer Peer
- James Francis Stafford (* 1932), ehem. Erzbischof von Denver und em. Kurienkardinal
- Jean Stafford (1915–1979), US-amerikanische Schriftstellerin
- Jessie Stafford (* 1995), australische Leichtathletin
- Jim Stafford (* 1944), US-amerikanischer Country- und Popsänger
- Jo Stafford (1917–2008), US-amerikanische Sängerin
- Joe Stafford (1879–1957), englischer Fußballspieler
- John Stafford (Erzbischof) († 1452), Erzbischof von Canterbury
- John Stafford († 1461) (1420–1461), englischer Adliger und Politiker
- John Stafford (Filmproduzent) (1893–1967), britischer Filmproduzent und Regisseur
- John Stafford (Politiker) (* 1944), irischer Politiker
- J. W. Stafford, US-amerikanischer Techniker
- Kenny Stafford (* 1990), US-amerikanischer American-Football-Spieler, Arena-Football-Spieler und Canadian-Football-Spieler
- Lancelot Stafford (1887–1940), britischer Leichtathlet
- Lucia Stafford (* 1998), kanadische Leichtathletin
- Lukas Charles Stafford, US-amerikanischer Schauspieler
- Mary Stafford (1500–1543), Mätresse und Schwester von Anne Boleyn
- Marilyn Stafford (1925–2023), britische Fotografin
- Matthew Stafford (* 1988), US-amerikanischer Football-Spieler
- Michelle Stafford (* 1965), US-amerikanische Schauspielerin
- Muriel Stafford (1906–2004), kanadische Organistin, Chorleiterin und Musikpädagogin
- Nancy Stafford (* 1954), Schauspielerin, Moderatorin und Autorin
- Ralph de Stafford, 1. Earl of Stafford (1301–1372), englischer Militär und Adliger
- Richard Stafford Cripps (1889–1952), britischer Politiker
- Rick Stafford (* 1972), deutscher Basketballspieler
- Robert Stafford (1913–2006), US-amerikanischer republikanischer Politiker, Gouverneur, Abgeordneter im Repräsentantenhaus sowie US-Senator aus Vermont
- Robert Stafford (Filmeditor) (1910–2003), US-amerikanischer Filmeditor
- Ruth Stafford Peale (1906–2008), US-amerikanische Schriftstellerin
- Ryan Stafford, Spezialeffektkünstler
- Shaun Stafford (* 1968), US-amerikanische Tennisspielerin
- Terell Stafford (* 1966), US-amerikanischer Jazzmusiker
- Terry Stafford (1941–1996), US-amerikanischer Sänger
- Thomas Stafford (Rebell) (1531–1557), englischer Rebell
- Thomas Stafford (Autor) († 1655), englischer Schriftsteller
- Thomas Stafford (Politiker) (um 1916–1995), irischer Politiker
- Toby Stafford (* 1951), britischer Mathematiker

- Tom Stafford (Astronaut) (Thomas Patten Stafford; 1930–2024), US-amerikanischer Astronaut und General
- Tom Stafford (Astronom), US-amerikanischer Astronom
- William Stafford († 1556) (um 1500–1556), Gefolgsmann von Henry VIII. und Edward VI. von England
- William Stafford (1554–1612), Gefolgsmann von Edward VI. von England und Verräter
- William Stafford (Autor) (1593–1684), britischer Grundbesitzer und Autor
- William Howard, 1. Viscount Stafford (1614–1680), britischer Adliger und Märtyrer
- William Stafford (Dichter) (1914–1993), US-amerikanischer Dichter
- William Charles Stafford (1939–2001), US-amerikanischer Baseballspieler, siehe Bill Stafford
- William H. Stafford (1869–1957), US-amerikanischer Politiker (Wisconsin)
- William Henry Stafford Jr. (* 1931), US-amerikanischer Richter